# Седиментаційний басейн
Седиментаційний басейн (басейн осадконакопичення) — від'ємна геоморфологічна структура земної кори, де накопичуються різноманітні комплекси осадових відкладів.

## Класифікація
Седиментаційні басейни бувають двох головних типів, що різняться за процесами генезису та розвитку:
- Внутрішньоокеанічні в основі своїй мають земну кору океанічного типу (іноді перехідного). Задугові басейни — западини окраїнних морів в тилу острівних дуг, міждугові та переддугові; глибоководні жолоби, зони рифту серединно-океанічних хребтів, абісальні улоговини ложа Світового океану. Площа морських осадових басейнів Світового океану досягає 26 млн км².
- Внутрішньоконтинентальні в основі своїй мають земну кору континентального типу. На платформах це молоді синеклизи, перикратонні опускання, що виражаються в рельєфі різноманітними котловинами — континентальними, озерними, внутрішніх і шельфових морів). У складчастих областях — крайові прогини і міжгірні прогини. У зоні континентальних рифтів проявляються в рельєфі западинами тектонічних озер, долинами річок.

Седиментаційні басейни також класифікують за хімічним складом вод, що їх заповнюють:
- нормальної солоності,
- солонувато-водні,
- осолонені,
- прісні,
- із сірководневим зараженням.

## Корисні копалини
З осадовим заповненням седиментаційних басейнів пов'язані родовища нафти і природного газу (75% площі континентального шельфу перспективно на поклади вуглеводнів), кам'яного вугілля, кам'яної, калійних та ін. солей, осадових руд металів (заліза, марганцю, алюмінію та ін.), фосфоритів тощо.